# Tobrilus murisieri
Tobrilus murisieri is een rondwormensoort uit de familie van de Tobrilidae. De wetenschappelijke naam van de soort is voor het eerst geldig gepubliceerd in 1938 door Altherr.